# MRTG
MRTG（Multi Router Traffic Grapher）是一套可用來繪出網路流量圖的軟體，由瑞士奧爾滕的Tobias Oetiker與Dave Rand所開發，此軟體以GPL授權。

## 簡介
MRTG最早的版本是在1995年春天所推出，以Perl所寫成，因此可以跨平台使用，它利用了SNMP送出帶有物件識別碼（OIDs）的請求給要查詢的網路設備，因此設備本身需支援SNMP。MRTG再以所收集到的資料產生HTML檔案並以GIF或PNG格式繪製出圖形，並可以日、週、月等單位分別繪出。它也可產生出最大值最小值的資料供統計用。
原本MRTG只能繪出網路設備的流量圖，後來發展出了各種plug-in，因此網路以外的設備也可由MRTG監控，例如伺服器的硬碟使用量、CPU的負載等。

## 類似程式
- RRDtool：MRTG原作者開發的流量記錄監控軟體，較MRTG強大
- PRTG：Windows下的流量監控軟體

## 外部連結
- MRTG Home page （页面存档备份，存于） 軟體官方網站